# Opharus farinosa
Opharus farinosa är en fjärilsart som beskrevs av Druce 1906. Opharus farinosa ingår i släktet Opharus och familjen björnspinnare. Inga underarter finns listade i Catalogue of Life.